# Christianisme au Liban

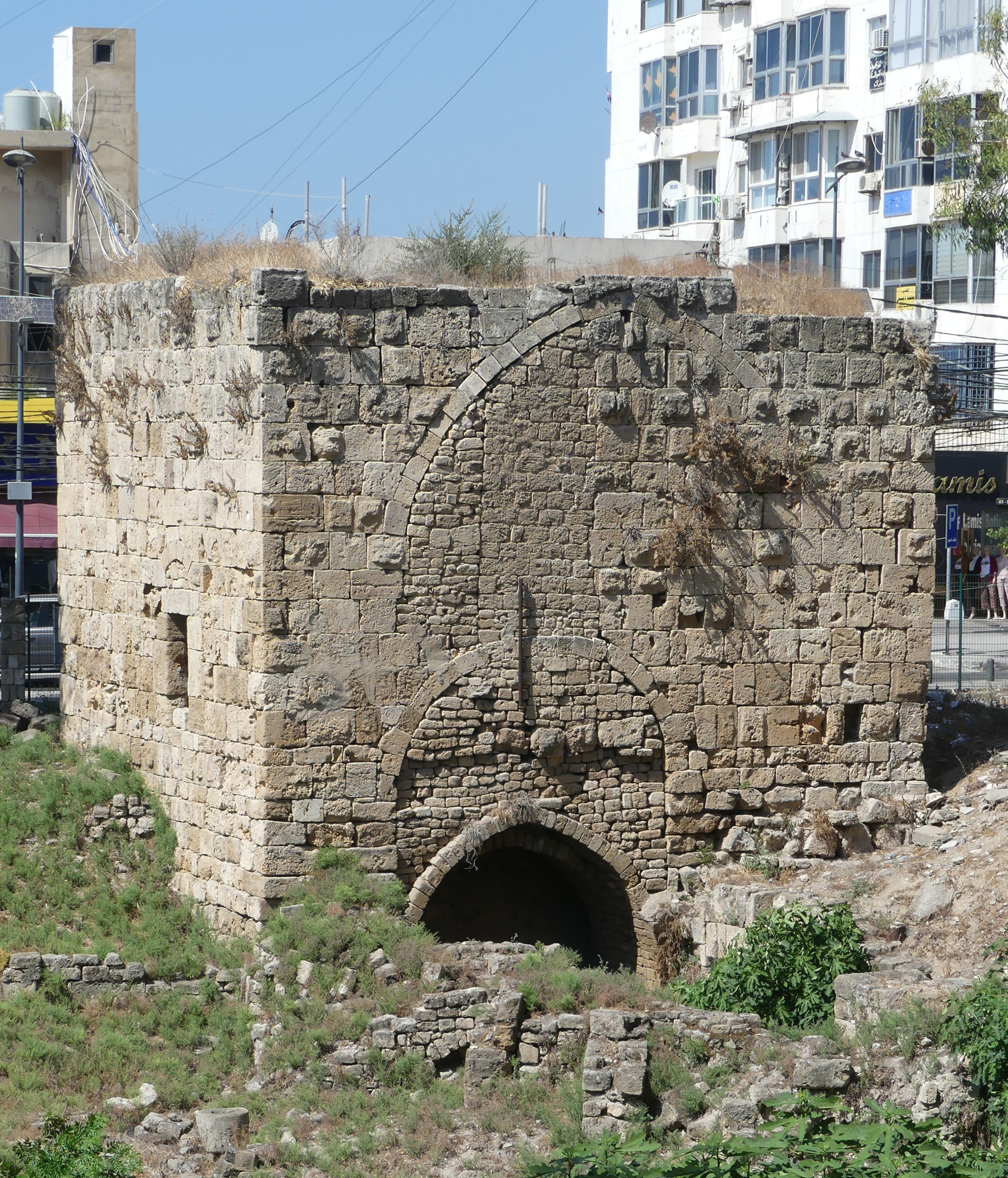
Source de Tyre, où Jésus-Christ se serait assis avec Jean lors de son passage dans la ville

Les chrétiens du Liban représenteraient en 2024 environ 40 à 45% de la population au Liban. Les Chrétiens représentent environ 80% de la diaspora libanaise dans le monde avec plus de 14 millions de chrétiens libanais en dehors du Liban. Les Églises sont représentées dans toutes les régions du Liban, ce qui fait de ce pays un véritable conservatoire du christianisme oriental.

## Communautés chrétiennes
Distributions des chrétiens du Liban selon les différentes Églises
La quasi-totalité des chrétiens libanais appartient à l'une des Églises reconnues par l'État. La liberté de conscience est reconnue au Liban et d'autres Églises ultraminoritaires existent. Le fait que l'État libanais reconnaisse certaines Églises n'interdit aucunement à d'autres religions d'exister au Liban.
Les chrétiens catholiques constituent la majorité des chrétiens au Liban. Cependant, la plupart de ces Églises sont uniates, c'est-à-dire des Églises qui ont reconnu l'autorité du pape tout en conservant leurs rites orientaux. Le rite latin (ou romain) est également présent au Liban aux côtés des différents rites orientaux.
- L'Église maronite est la plus importante Église du Liban
- Église grecque-catholique melchite
- Église latine (catholicisme romain)

- Église catholique arménienne
- Église catholique syriaque
- Église catholique chaldéenne

### L'Église orthodoxe d'Antioche (grecque-orthodoxe)
La communion orthodoxe, à laquelle appartient l'Église orthodoxe d'Antioche, rassemble aussi la majorité des Grecs, des Russes, des Roumains, des Serbes, des Bulgares et des Géorgiens. Les Grecs-orthodoxes qui forment la majorité des chrétiens en Jordanie et en Syrie, ainsi que des chrétiens non catholiques, au Liban constituent le patriarcat d'Antioche (en Israël et dans les territoires palestiniens, les orthodoxes sont sous la juridiction du patriarcat de Jérusalem). Autrefois, au Proche-Orient, on appelait les orthodoxes les « melkites » parce qu'ils confessent, comme les empereurs de Constantinople, la foi du concile de Chalcédoine. Aujourd'hui le terme melkite tend à désigner les seuls grecs-catholiques. En arabe, les orthodoxes sont les roum-orthodoxes (Romains orthodoxes) et ce terme est traduit en français d'une façon approximative par l'expression « grecs-orthodoxes ».
Autrefois, les orthodoxes partageaient avec les musulmans sunnites les rangs de la bourgeoisie des plus grandes villes libanaises et syriennes : Beyrouth, Tripoli,et Damas.
Aujourd'hui, la région la plus densément orthodoxe est toujours, aux abords de Tripoli, le plateau du Koura  qui correspond au caza d'Amioun. Mais les populations orthodoxes ont eu tendance à trouver refuge dans la conurbation chrétienne qui prolonge la capitale Beyrouth vers le nord, autour de Jounieh. Elles ont également déserté le littoral du Sud pour se concentrer dans la région de jezzine .
La communauté a deux points principaux de ralliement : le centre de Beyrouth (cathédrale Saint-Georges, église Saint-Nicolas, hôpital Saint-Georges) et, dans le Koura, le monastère Notre-Dame de Balamand auquel a été adjointe une université.

### Les Églises orthodoxes orientales
Les Églises arménienne, syriaque orthodoxe et copte font partie de la communion orthodoxe orientale, c'est-à-dire qu'elles adhèrent à un regroupement d'Églises en dépit de leurs divergences théologiques.

#### Les Églises des trois conciles
- Église apostolique arménienne : le siège du Catholicossat arménien de Cilicie se trouve à Antélias depuis 1930. Le Liban constitue un de ses évêchés.
- Église syriaque orthodoxe : le Liban compte trois archevêchés.
- Église copte orthodoxe

#### L'Église des deux conciles
- Église apostolique assyrienne de l'Orient : le Liban fait partie de l'archevêché du Liban, de la Syrie et de l'Europe (siège au Liban).

### Les Églises protestantes
L’Union nationale des églises évangéliques du Liban, membre de la Communion mondiale d'Églises réformées.

### Les Églises évangéliques
La Convention évangélique baptiste libanaise a été fondée en 1955 par diverses églises .

## Histoire
Selon les Actes des Apôtres 11 - 26, ce fut à Antioche sur les rives orientales de la Méditerranée, que, pour la première fois, les croyants en Jésus-Christ furent appelés chrétiens. 
Le christianisme y est donc apparu très tôt et s'est propagé dans le monde à partir de cette région. Près de Sidon, existe le sanctuaire marial de Maghdouché.
L'histoire documentée du christianisme libanais commence au premier tiers du IVe siècle. 
En 325, un évêque, Paulin de Tyr présente ses excuses pour son absence au concile de Bythinie qui tente un compromis entre Arius et l'épiscope Alexandre d'Alexandrie. 
On signale aussi un évêché d'Antioche territorialement très étendu.
On a essayé de déterminer une origine des chrétiens libanais, mais on a abouti à des contradictions. On a proposé l'idée que les chrétiens, ou du moins les maronites (réunis autour de Maron, un saint homme dont le descendant Jean Maron s'oppose à Justinien II à la bataille d'Amoun) avaient abandonné le monothélisme pour le christianisme latin à l'occasion de la fondation du comté de Tripoli, pendant les Croisades. On dit aussi qu'ils descendraient des Phéniciens, c'est le phénicianisme. On a aussi tenté l'idée d'une descendance directe des Mardaïtes.
Les chrétiens arméniens de l'Église apostolique arménienne sont issus de la diaspora arménienne, donc surtout depuis 1915, ou de reliquat du Catholicossat errant.
L'Église catholique arménienne est une Église uniate depuis le concile de Florence (1431-1441).
Les Chrétiens du Liban ont connu de terribles massacres en 1841, 1845, 1860, commis à la suite des guerres druzo-maronites. 
Celui comptant le plus de victimes est celui de 1860 : au moins dix mille victimes, dont une très grande partie de civils. 
Par ailleurs en 1915 entre le tiers et la moitié de la population Chrétienne fut décimé par le blocus turc visant à affamer le Mont Liban et plus particulièrement les Chrétiens. 
De 1975 à 1991, le Liban fut divisé en zones avec des lignes de démarcation sur base confessionnelle; cette division existe toujours dans l'inconscient des gens.

## Relations avec les non-chrétiens
Voilà une manière de penser le rôle des chrétiens libanais selon Mgr Georges Khodr, métropolite grec-orthodoxe de Byblos et Batroun, exarque du Mont-Liban.
La vocation des chrétiens d’Orient :
« Quels que soient les États actuels, leur configuration ou leurs régimes, la seule justification spirituelle de la chrétienté orientale demeure sa transcendance en tant que famille d’Églises liées organiquement entre elles et toutes ensemble aux non-chrétiens par l’amour, sans aucune politique calculatrice, car l’Église n’est pas une nation parmi les autres. Les horizons imposent à ces Églises un œcuménisme mû par un élan de fidélité à tous et à la volonté d’une croissance de l’humanité levantine tout entière […]. Il s’avère impossible d’être ensemble dans la vérité sans l’être au service des autres. C’est seulement le sens que nous avons du musulman d’une part, de l’arabité de l’autre, de la judéité un jour, qui nous guérira de notre verbosité œcuménique. Être connus de Dieu seul pour nous fonder ensemble en Église créative de ses membres, de ses valeurs et de la culture, me semble être l’exigence première du renouveau ».

## Les chrétiens dans la politique
Le Liban est un état multiconfessionaliste qui est basé sur un système de quotas. Depuis l'accord de Taëf, 64 sièges sont réservés au parlement pour les chrétiens, soit autant que pour les musulmans (contre 54 chrétiens pour 45 musulmans avant Taëf). La principale confession est l'Église maronite (34 sièges). Les chrétiens ont des sièges dans tous les districts du Liban. De plus, le président est forcément chrétien maronite, et les vice-premier ministre et vice-président du parlement sont grecs orthodoxes. Le général en chef de l'armée libanaise est maronite. Le premier ministre doit être obligatoirement sunnite alors que le président de l'assemblée nationale doit être chiite.
Les chrétiens possèdent aussi leurs propres partis politiques.
Actuellement, les chrétiens et les partis où ils sont majoritaires sont divisés entre plusieurs groupes au Parlement :
- dans le Bloc du 14 mars, on trouve les partis des Forces libanaises et des Phalanges libanaises, alliés au Courant du futur (sunnite) et au PSP (druze)
- en face, allié au Hezbollah (chiite) se trouve le Courant patriotique libre de Michel Aoun.

Les chrétiens ont aussi constitué une part importante des militants et cadres de partis laïcs et non-confessionnels comme le Parti communiste libanais et le Parti social nationaliste syrien.